# Nacerdes dedicata
Nacerdes dedicata es una especie de coleóptero de la familia Oedemeridae.

## Distribución geográfica
Habita en Megalaya (India).